# Torneo Cuadrangular 1953
Het Torneo Cuadrangular 1953 was de tweede editie van deze Uruguayaanse voetbalcompetitie en werd gespeeld van 8 tot 29 augustus 1954. Het toernooi werd gewonnen door Rampla Juniors FC, dat op de laatste speeldag titelverdediger Club Nacional de Football onttroonde.

## Teams
Voor het Torneo Cuadrangular mochten de ploegen meedoen die in 1953 in de top-vier van de competitie waren geëindigd. Drie ploegen hadden vorige editie ook meegedaan, CA River Plate maakte hun debuut in het Torneo Cuadrangular.
| Club                      | Kwalificatie | Deelnames | Titels   |
| ------------------------- | ------------ | --------- | -------- |
| CA Peñarol                | Kampioen     | 1         |          |
| Club Nacional de Football | Nummer 2     | 1         | 1 (1952) |
| Rampla Juniors FC         | Nummer 3     | 1         |          |
| CA River Plate            | Nummer 4     |           |          |

## Toernooi-opzet
Het toernooi werd gespeeld voorafgaand aan de Primera División 1954. Omdat de ploegen zich via de competitie van 1953 hadden gekwalificeerd heette het Torneo Cuadrangular 1953, hoewel de wedstrijden pas in 1954 plaatsvonden. De vier deelnemers speelden een halve competitie tegen elkaar en de ploeg die de meeste punten behaalde werd eindwinnaar. Het toernooi was een Copa de la Liga; een officieel toernooi, georganiseerd door de Uruguayaanse voetbalbond (AUF).

## Toernooiverloop
Tijdens de eerste speelronde (8 augustus 1954) speelden alleen Club Nacional de Football en Rampla Juniors FC tegen elkaar. Titelverdediger Nacional won die wedstrijd, maar kon die zege een week later geen vervolg geven tegen CA River Plate (gelijkspel). Rampla Juniors won hun tweede wedstrijd tegen CA Peñarol wel. Op 22 augustus won River Plate van Peñarol, waardoor alle ploegen nu even veel wedstrijden hadden gespeeld. Landskampioen Peñarol was al uitgeschakeld voor de eindzege, de andere drie ploegen maakten nog kans. Tijdens de laatste wedstrijden op 29 augustus redde Peñarol hun eer door rivaal Nacional met 4–0 te verslaan. Rampla Juniors won van River Plate met het kleinste verschil en kroonde zich daardoor tot winnaar van het Torneo Cuadrangular. Het was voor de Picapiedras de derde nationale prijs in de clubgeschiedenis, na de landstitel in 1927 en het Torneo Competencia in 1950.

### Eindstand
|    | Club                      | Sp. | W | G | V | Pnt. | DV | DT | DS |
| -- | ------------------------- | --- | - | - | - | ---- | -- | -- | -- |
| 1. | Rampla Juniors FC         | 3   | 2 | 0 | 1 | 4    | 5  | 4  | +1 |
| 2. | CA River Plate            | 3   | 1 | 1 | 1 | 3    | 5  | 5  | 0  |
| 3. | Club Nacional de Football | 3   | 1 | 1 | 1 | 3    | 5  | 8  | –3 |
| 4. | CA Peñarol                | 3   | 1 | 0 | 2 | 2    | 7  | 5  | +2 |

| Winnaar Torneo Cuadrangular 1953 |
| -------------------------------- |
| Rampla Juniors FC 1e titel       |

1952 ·
1953 ·
1954 ·
1955 ·
1956 ·
1957 ·
1958 ·
1959 ·
1960 ·
1961 ·
1962 ·
1963 ·
1964 ·
1965 ·
1966 ·
1967 ·
1968